# Alfred Romer
Alfred Sherwood Romer (28 de desembre de 1894 - 5 de novembre de 1973) va ser un paleontòleg i anatomista nord-americà que es va especialitzar en evolució vertebrada.
Alfred Romer va néixer a White Plains, Nova York, i va estudiar en el col·legi Amherst i la Universitat de Colúmbia. Es va unir al departament de geologia i paleontologia de la Universitat de Chicago com a professor adjunt en 1923. Va ser un investigador i mestre actiu. El seu programa de col·leccionisme va afegir importants espècimens del paleozoic al Museu Walker de paleontologia. El 1934, va ser decretat professor de biologia a la Universitat Harvard. El 1946, es va fer també director del Museu d'Anatomia Comparada de Harvard.
Romer era molt entusiasta en investigar evolució vertebrada. Comparant dades de paleontologia, anatomia comparada, i embriologia, va ensenyar els canvis bàsics estructurals i funcionals que ocorrien durant l'evolució dels peixos cap als primers tetràpodes. Sempre va emfatitzar la importància evolucionaria de les relacions entre la forma, funció i ambient dels animals.

## Obres
- Romer, A.S. 1933. Vertebrate Paleontology. University of Chicago Press, Chicago. (2ª ed. 1945; 3ª ed. 1966)
- Romer, A.S. 1933. Man and the Vertebrates. University of Chicago Press, Chicago. (2ª ed. 1937; 3ª ed. 1941; 4ª ed. retitulada The Vertebrate Story, 1949)
- Romer, A.S. 1949. The Vertebrate Body. W.B. Saunders, Philadelphia. (2ª ed. 1955; 3ª ed. 1962; 4ª ed. 1970)
- Romer, A.S. 1949. The Vertebrate Story. University of Chicago Press, Chicago (4ª ed. de Man and the Vertebrates)
- Romer, A.S. 1956. Osteology of the Reptiles. University of Chicago Press, Chicago
- Romer, A.S. 1968. Notes and Comments on Vertebrate Paleontology. University of Chicago Press, Chicago
- Romer, A.S. & T.S. Parsons. 1977. The Vertebrate Body. 5th ed. Saunders, Filadèlfia.